# Stenungsunds IF
Stenungsunds IF är en fotbollsklubb i Stenungsund i Sverige, som spelar sina hemmamatcher på Nösnäsvallen. Man låg i Division 1 Södra (motsvarande nuvarande Superettan) under andra halvan av 1990-talet och hade säsongen 1998 chans att nå allsvensk kvalplats, men förlorade i säsongens sista match med 1–2 på hemmaplan mot Landskrona BoIS och slutade femma.
Efter att många av lagets viktigaste spelare slutade, föll laget ner i divisionerna till division 4. 2008 blev det serieseger och steg upp till division 3. Säsongen 2013 kom SIF tvåa i serien, och lyckades efter det kvala sig upp till Division 2 Norra Götaland, där man förnyade kontraktet som nykomling 2014. Efter detta har man successivt blivit bättre och bättre, och 2019 slutade man trea i serien efter Örebro Syrianska samt Grebbestads IF.
Stenungsunds IF:s arena heter Nösnäsvallen. Klubbens ungdomssektion är dessutom mycket stark, och ungdomslag från Stenungsunds IF spelar i både Juniorallsvenskan och Pojkallsvenskan.

## Källor

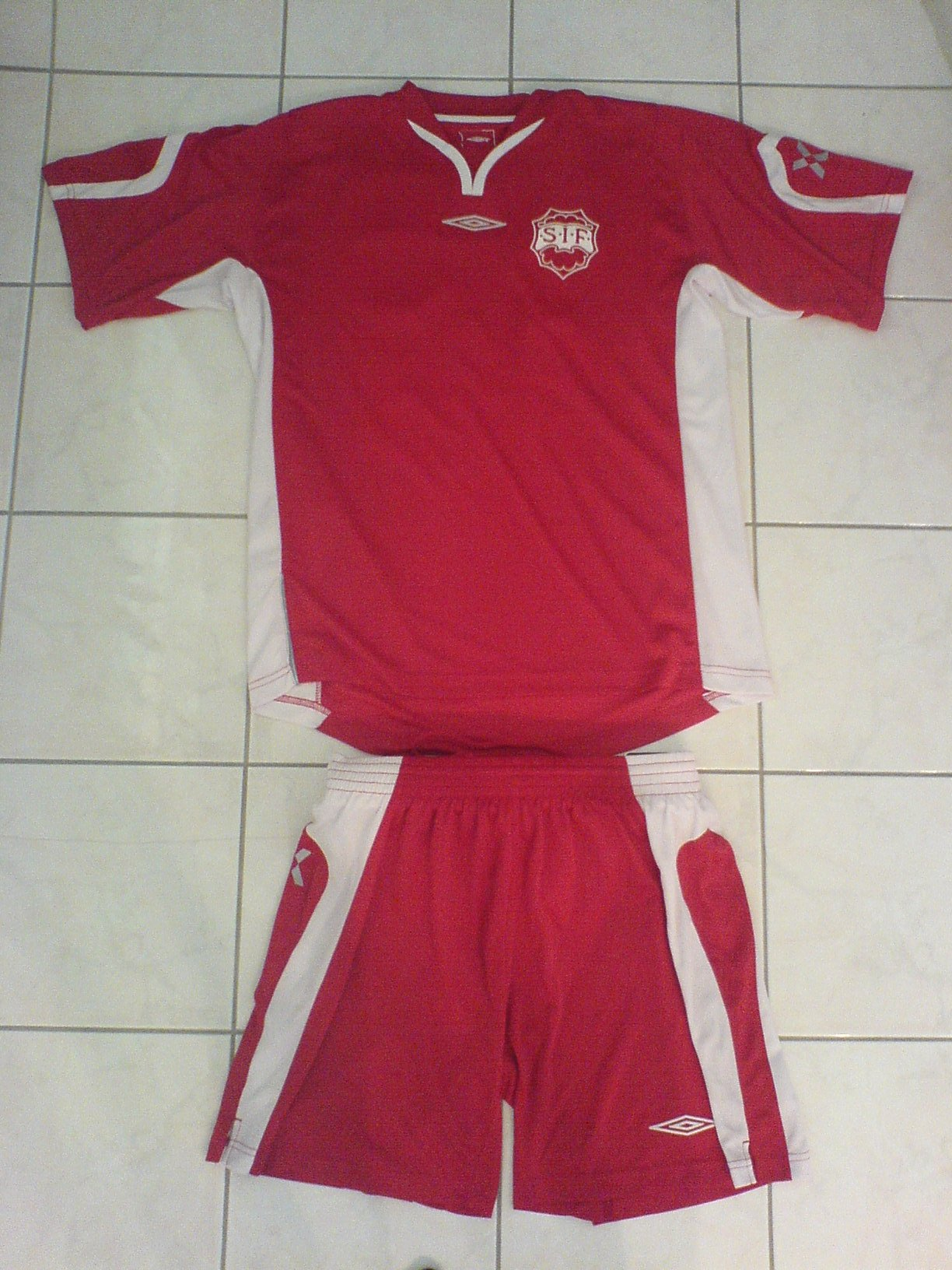
2007 års Hemmadräkt

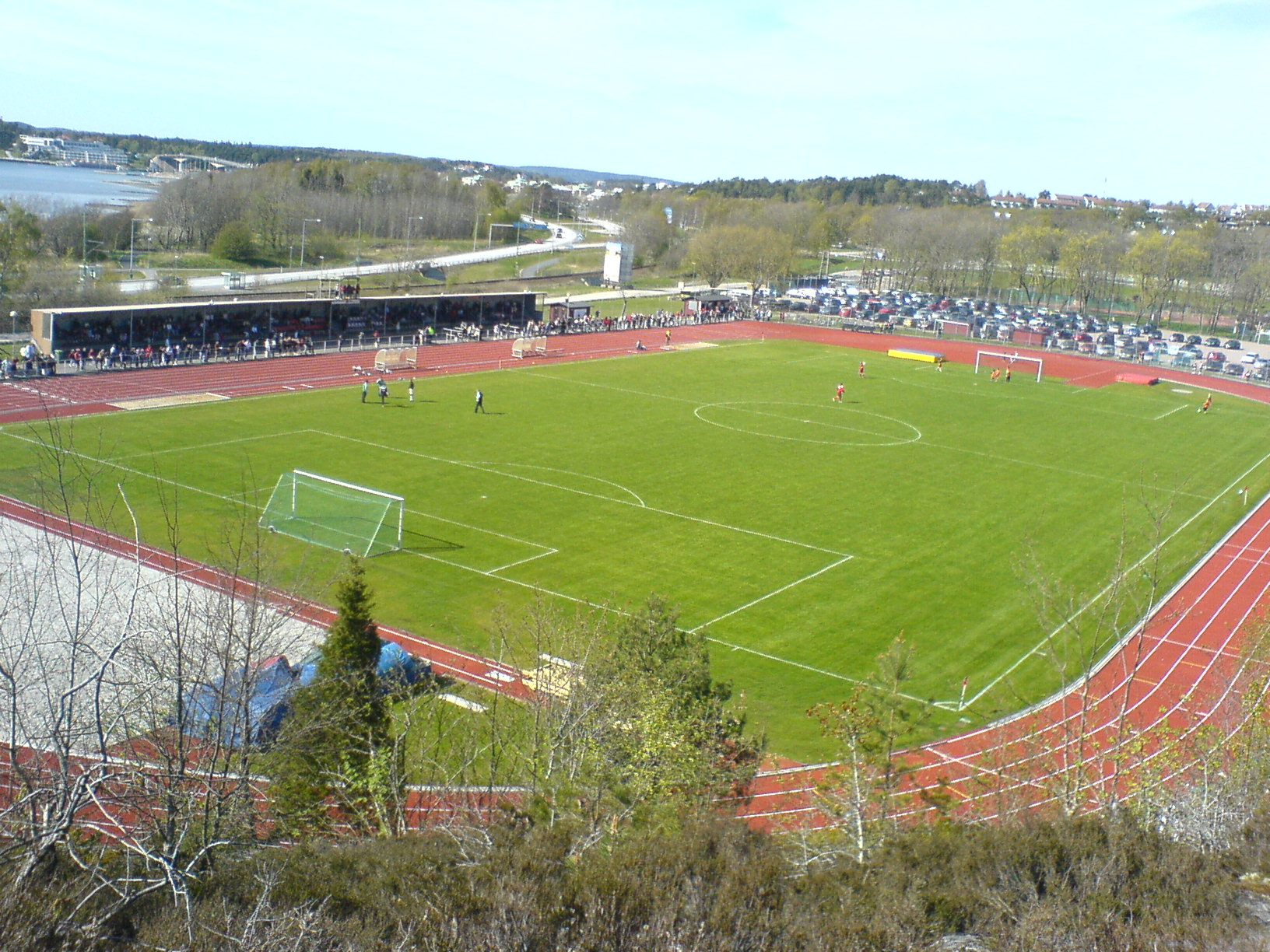
Nösnäsvallen